# The Roads Not Taken
Pour plus de détails, voir Fiche technique et Distribution.
The Roads Not Taken est un drame multinational réalisé par Sally Potter, sorti en 2020.
Il est présenté en compétition à la Berlinale 2020.

## Synopsis
Le film relate les pensées qui traversent l'esprit d'un homme, Leo, et ses difficultés. Leo souffre de ce qui semble être une démence, il a des difficultés de communication et son entourage qui tente de l'aider dans la vie courante (notamment sa fille Molly) souffre aussi de la situation. Ce thème a peut-être été inspiré à la réalisatrice par un drame dans sa propre famille. Le film est raconté à travers trois versions différentes de la vie de Leo, qui s'entrecoupent toutes pour former l'intrigue du film, et se situent dans différents lieux, la ville de New York, de Mexico et la Grèce.

## Fiche technique
Sauf indication contraire, les informations mentionnées dans cette section peuvent être confirmées par la base de données cinématographiques IMDb,  présente dans la section « Liens externes ».
- Titre original : The Roads Not Taken
- Titre de travail : Molly
- Réalisation et scénario : Sally Potter
- Direction artistique : Bárbara Pérez-Solero
- Décors : Carlos Conti
- Costumes : Catherine George
- Musique : Sally Potter
- Photographie : Robbie Ryan
- Production : Christopher Sheppard
  - Production déléguée : Joshua Blum, Stephen Dailey, Lizzie Francke, Cristobal Garcia, Rose Garnett, Phil Hunt, Andrew Karpen, Joe Oppenheimer, Edmon Roch, Compton Ross, Kent Sanderson, Marie Gabrielle Stewart, Frida Torresblanco, Peter Touche, Peter Watson et Fredrik Zander
- Société de production : Adventures Pictures et BBC Films
- Pays d'origine :  Royaume-Uni,  États-Unis,  Suède,  Espagne et  Pologne
- Langue originale : anglais
- Format : couleur
- Durée : 85 minutes
- Genre : drame
- Dates de sortie[2] :
  - Allemagne : 26 février 2020 (Berlinale - en compétition)
  - États-Unis : 13 mars 2020

## Distribution
- Elle Fanning : Molly
- Javier Bardem : Leo
- Salma Hayek : Dolores
- Laura Linney : Rita
- Branka Katic : Xenia
- Savion Glover : Homer
- Dimtri Andreas : Mikael
- Katia Mullova-Brind : Anni
- Catherine Levi : Clio
- Waleed Akhtar : Rahim
- Ray Jahan : Tazeem
- Leesa Kim : l'assistante d'Adam
- Aaron Joshua : un chauffeur de taxi

## Production
En décembre 2018, il a été annoncé que Javier Bardem, Elle Fanning, Salma Hayek, Laura Linney et Chris Rock avaient rejoint le casting du film, avec Sally Potter à la réalisation et à l'écriture du scénario. Christopher Sheppard sera le producteur sous sa bannière Adventure Pictures, tandis que BBC Films, HanWay Films, British Film Institute, Ingenious Media, Chimney Pot, Sverige AB, Adventure Pictures et Film i Väst produiront également le film. Bleecker Street sera le distributeur principal du film. La production a commencé le même mois.

## Diffusion
Il est sorti aux États-Unis le 13 mars 2020. Cependant, en raison de la pandémie de COVID-19, il a dû être dffusé en partie virtuellement le film sur les sites Web de cinémas participants

## Accueil
L'accueil du film est mitigé. Sur Rotten Tomatoes, le film détient une note d'approbation de 43 % sur la base de 47 critiques, avec une note moyenne de 5,1/10. Sally Potter, comme dans bien d'autres de ses films, ne choisit pas la voie de la facilité,.

## Distinction

### Sélection
- Berlinale 2020 : sélection officielle, en compétition